# Sandglim
Sandglim (Silene conica) är en växtart i familjen nejlikväxter.
Blomman är oftast skär, men i sällsynta fall kan den också vara vit.